# Parathyreus fissicollis
Parathyreus fissicollis är en skalbaggsart som beskrevs av Gilbert John Arrow 1913. Parathyreus fissicollis ingår i släktet Parathyreus och familjen Bolboceratidae. Inga underarter finns listade i Catalogue of Life.